# Blumea
Blumea es un género de plantas fanerógamas perteneciente a la familia de las asteráceas. Tiene 375 taxones específicos y infraespecíficos descritos de los cuales unos 120 están aceptados.

## Etimología
- Blumea: en honor a Carl Ludwig Blume (Karel Lodewijk Blume) (1796-1862), botánico alemán-holandés.

## Distribución
Desde África hasta China y Oceanía. También en el Caribe y el Norte de Sudamérica. Presente, pero de origen desconocido, en algunos otros países del Cono Sur y en México. Totalmente ausente de Europa.

## Taxonomía
El género fue descrito por Augustin Pyrame de Candolle in  Jean Baptiste Antoine Guillemin y publicado en Archives de Botanique, 2, p. 514 en 1833. La especie tipo es: Blumea balsamifera.

## Sinónimos
- Placus Lour.
- Bileveillea Vaniot
- Leveillea Vaniot
- Blumea sect. Apterae DC.
- Conyza subg. Blumea (DC.) DC. ex Miq.[2]

## Algunas especies
- Blumea balsamifera
- Blumea densiflora
- Blumea lacera
- Blumea lanceolaria
- Blumea riparia

Lista completa de taxones descritos y sinónimos.